# Elecciones provinciales de Catamarca de 1941
Las elecciones generales de la provincia de Catamarca de 1941 tuvieron lugar el 23 de noviembre del mencionado año con el objetivo de normalizar la situación de la provincia tras la intervención federal realizada por el gobierno interino de Ramón S. Castillo, quien ejercía la presidencia durante la licencia por enfermedad del presidente Roberto Marcelino Ortiz. Se llevaron a cabo en el marco de la Década Infame, un régimen fraudulento instaurado en 1931 en el que la Concordancia, coalición conservadora liderada por el Partido Demócrata Nacional (PDN), se mantuvo en el poder recurriendo al fraude electoral.
En este marco y en medio de denuncias por irregularidades triunfó por aplastante margen el candidato concordancista Ernesto Andrada, con el 64.22% de los votos y 26 de los 33 miembros del Colegio Electoral. Los otros 7 fueron obtenidos por Urbano Girardi, candidato de la opositora Unión Cívica Radical (UCR), que obtuvo el 35.78% de los votos. Los demás votos que se emitieron fueron en blanco. Andrada asumió su cargo el 6 de enero de 1942. No pudo completar su mandato constitucional debido a que fue depuesto por el golpe de Estado del 4 de junio de 1943. Sin embargo, lograría permanecer en su cargo unas semanas más debido a que el interventor designado por la dictadura militar resultante no logró llegar a la provincia hasta el 19 de junio.

## Reglas electorales

### Renovación legislativa
| Circuito            | Diputados | Senadores |
| ------------------- | --------- | --------- |
| Ambato              | 1         | 1         |
| Ancasti             | 1         | 1         |
| Pomán               | 1         | 1         |
| Andalgalá           | 1         | 1         |
| Belén               | 2         | 1         |
| Capayán             | 2         | 1         |
| Capital             | 2         | 1         |
| El Alto             | 1         | 1         |
| Santa Rosa          | 1         | 1         |
| Fray Mamerto Esquiú | 1         | 1         |
| Valle Viejo         | 1         | 1         |
| La Paz              | 2         | 1         |
| Paclín              | 1         | 1         |
| Santa María         | 2         | 1         |
| Tinogasta           | 2         | 1         |
| Total               | 20        | 13        |

## Resultados

### Gobernador y Vicegobernador

#### Nivel general
|  | 64.22 % |

|  | 35.78 % |

|  | 95.59 % |

|  | 4.41 % |

|  | 100.00 % |

|  | 68.14 % |

#### Resultados por departamento
| Departamento        | Andrada/Oviedo (Concordancia) | Andrada/Oviedo (Concordancia) | Andrada/Oviedo (Concordancia) | Girardi/Martínez (UCR) | Girardi/Martínez (UCR) | Girardi/Martínez (UCR) | Blancos/Nulos |
| Departamento        | Votos                         | %                             | E.                            | Votos                  | %                      | E.                     | Blancos/Nulos |
| ------------------- | ----------------------------- | ----------------------------- | ----------------------------- | ---------------------- | ---------------------- | ---------------------- | ------------- |
| Ambato              | 339                           | 46,44%                        | —                             | 391                    | 53,56%                 | 1                      | 15            |
| Ancasti             | 409                           | 65,02%                        | 1                             | 220                    | 34,98%                 | —                      | 32            |
| Andalgalá           | 675                           | 48,95%                        | —                             | 704                    | 51,05%                 | 3                      | 33            |
| Belén               | 1.250                         | 50,77%                        | 3                             | 1.212                  | 49,23%                 | —                      | 0             |
| Capayán             | 892                           | 60,80%                        | 1                             | 575                    | 39,20%                 | —                      | 38            |
| Capital             | 2.076                         | 53,08%                        | 3                             | 1.835                  | 46,92%                 | —                      | 111           |
| El Alto             | 738                           | 100,00%                       | 2                             | 0                      | 0,00%                  | —                      | 89            |
| Fray Mamerto Esquiú | 470                           | 54,15%                        | 2                             | 398                    | 45,85%                 | —                      | 0             |
| La Paz              | 1.107                         | 55,02%                        | 2                             | 905                    | 44,98%                 | —                      | 0             |
| Paclín              | 341                           | 41,89%                        | —                             | 473                    | 58,11%                 | 2                      | 2             |
| Pomán               | 622                           | 58,46%                        | 2                             | 442                    | 41,54%                 | —                      | 16            |
| Santa María         | 1.139                         | 100,00%                       | 2                             | 0                      | 0,00%                  | —                      | 0             |
| Santa Rosa          | 597                           | 100,00%                       | 3                             | 0                      | 0,00%                  | —                      | 201           |
| Tinogasta           | 2.156                         | 100.00%                       | 3                             | 0                      | 0,00%                  | —                      | 113           |
| Valle Viejo         | 827                           | 65,07%                        | 3                             | 444                    | 34,93%                 | —                      | 40            |
| Total               | 13.638                        | 64,22%                        | 26                            | 7.599                  | 35,78%                 | 7                      | 989           |